# Textur (datorgrafik)

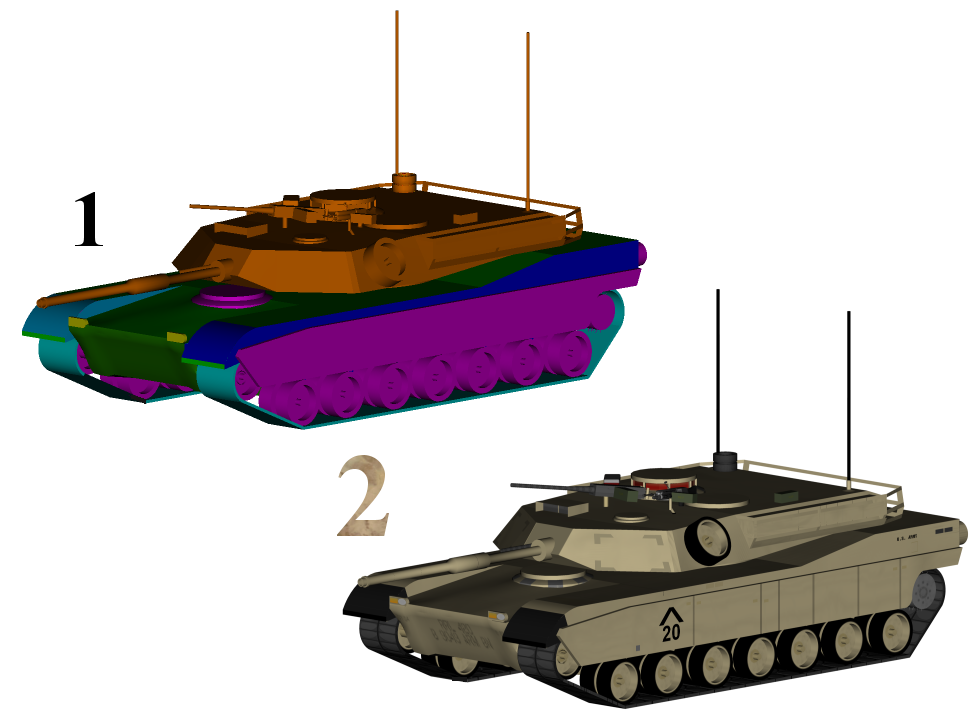
En stridsvagn med och utan textur.

Textur inom datorgrafik är en datamängd som bestämmer en ytas utseende och beskaffenhet. I enklaste fallet består den av en tvådimensionell bitmap som projiceras på en yta. Mer komplexa texturer innehåller flera parametrar, kan ha alfakanal och kan vara animerade.